# Xanthorhoe calycopis
Xanthorhoe calycopis är en fjärilsart som beskrevs av Louis Beethoven Prout 1933. Xanthorhoe calycopis ingår i släktet Xanthorhoe och familjen mätare. Inga underarter finns listade i Catalogue of Life.